# Kłodnica (rivière)
Kłodnica (en allemand : Klodnitz) est une rivière de Silésie longue d'environ 75 km et un affluent de l'Oder.

## Géographie
Elle traverse notamment les villes polonaises de Katowice, Ruda Śląska, Gliwice, Zabrze.

## Galerie

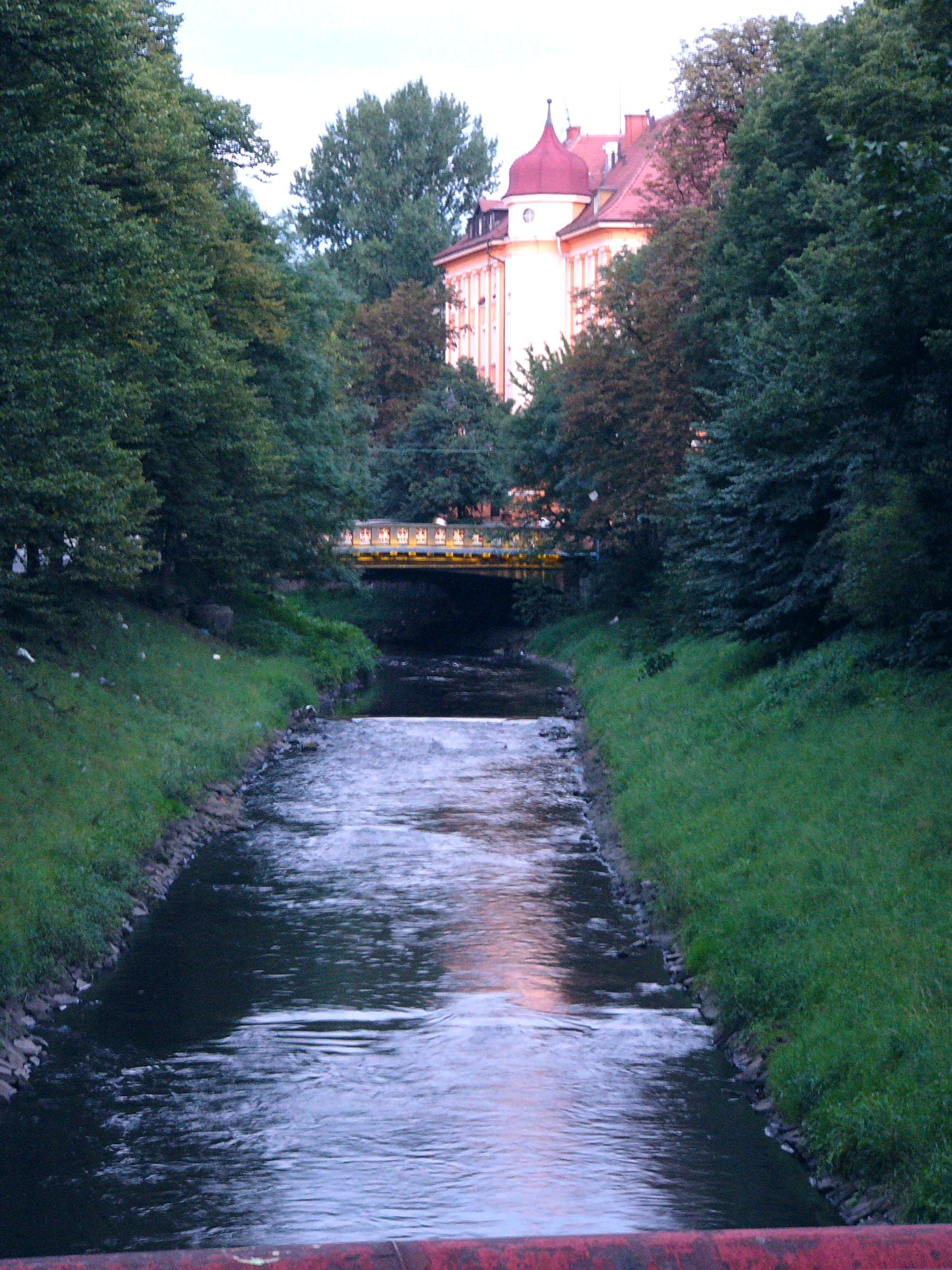
La Klodnitz à Gliwice.